# Stadtforst Sondershausen
Koordinaten: 51° 24′ 1″ N, 10° 52′ 4″ O
Das Naturschutzgebiet Stadtforst Sondershausen liegt im Kyffhäuserkreis in Thüringen. Das Gebiet erstreckt sich nördlich der Kernstadt von Sondershausen. Südwestlich des Gebietes verläuft die Landesstraße L 1034, westlich die B 4 und südöstlich die L 1040.

## Bedeutung
Das	40,3 ha große Gebiet mit der Kennung 014 wurde im Jahr 1961 unter Naturschutz gestellt. 